# Animalier

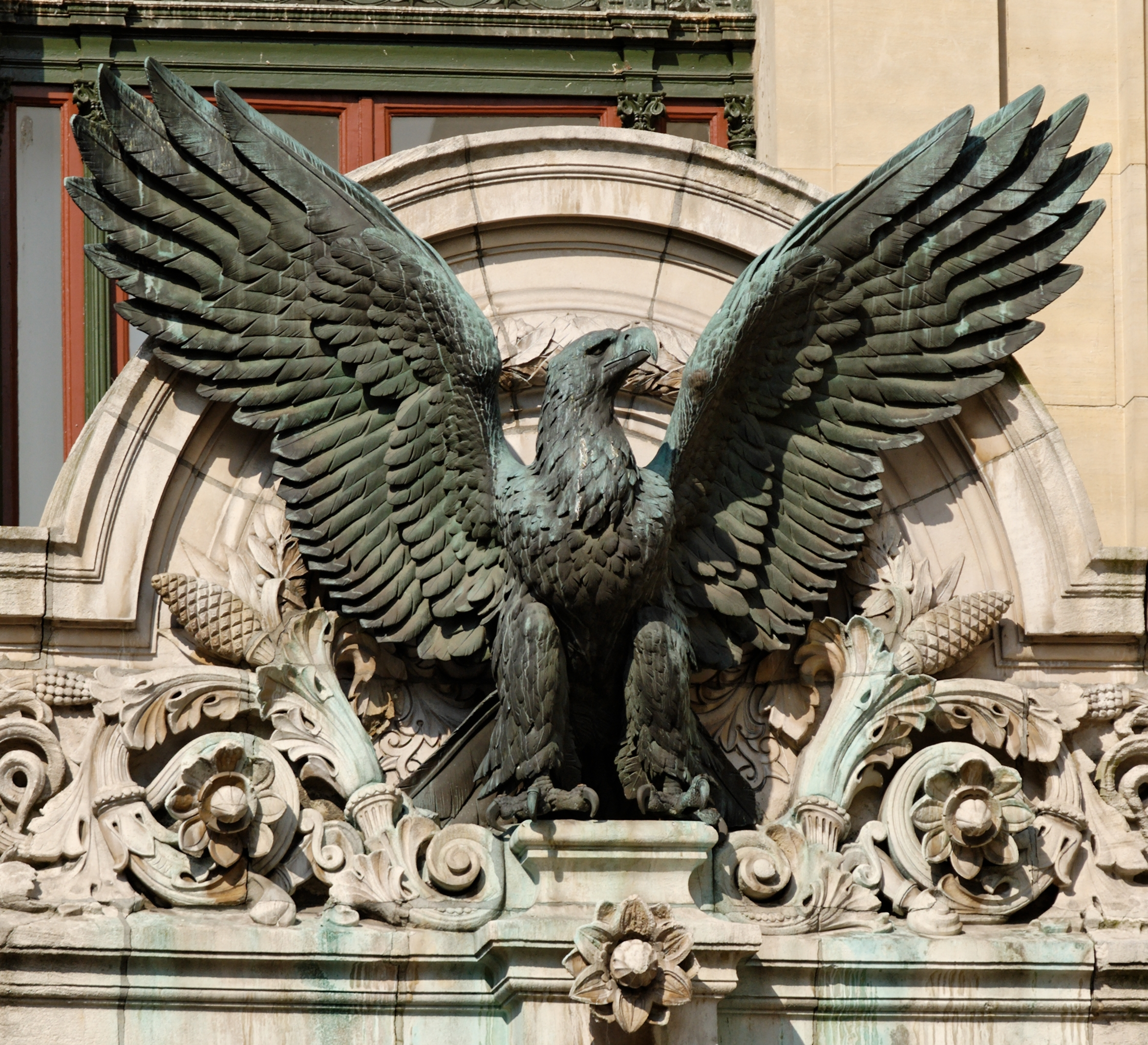
Águia, obra de Henri Alfred Jacquemart, na antiga Ópera de París.

Animalier é um artista, principalmente do século XIX, especializado na representação  realista de animais. "Pintor de Animais" é o termo mais típico utilizado para definir os artistas anteriores.
Embora muitos exemplos anteriores possam ser encontrados, a escultura "animalier" alcançou maior popularidade, ganhando reconhecimento ainda no início do século  XIX em Paris, com as obras de Antoine-Louis Barye (1795-1875), para quem o termo foi inventado de forma burlesca pelos  críticos em 1831.

## Artistas conhecidos

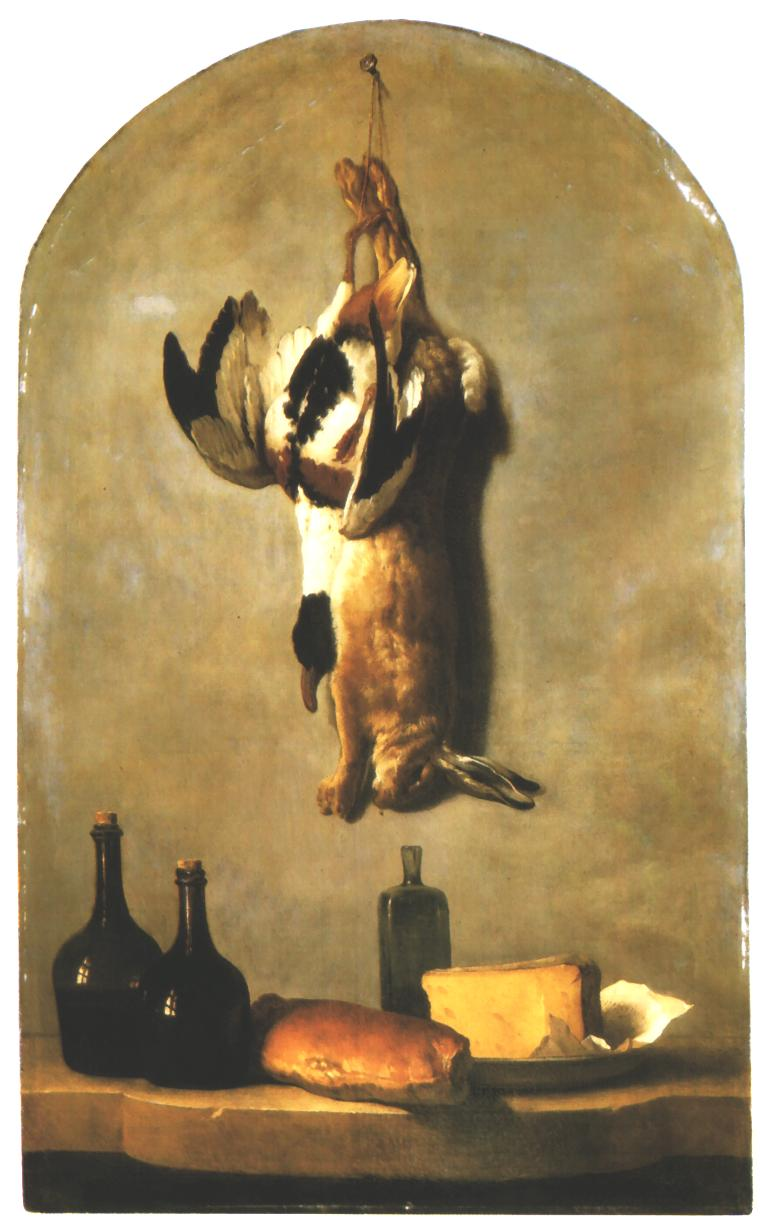
Nature morte Lièvre, Canard, Bouteilles, Pain et Fromages de Jean-Baptiste Oudry (1742).

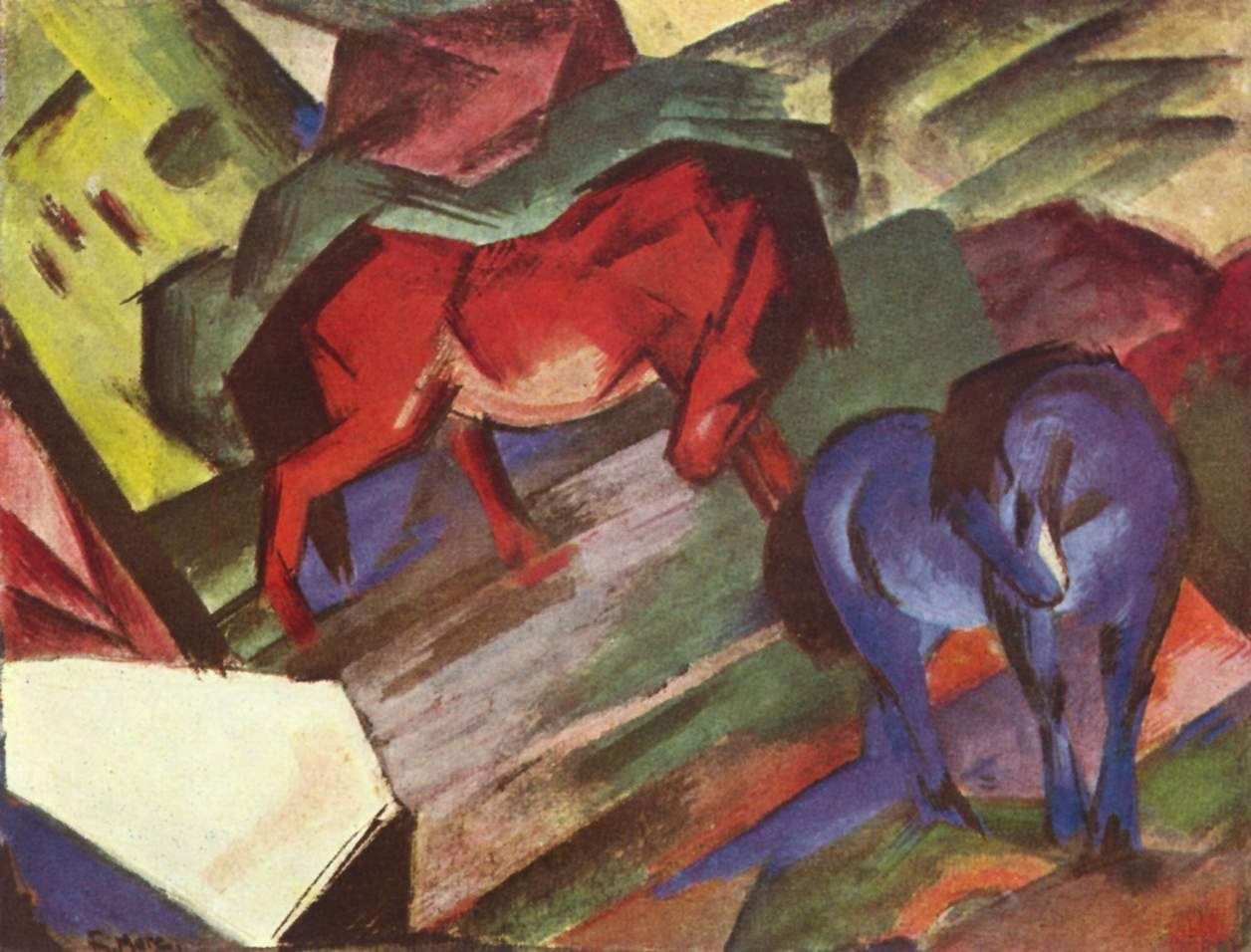
Cheval rouge et bleu de Franz Marc (1912).

### Pintores
- Richard Ansdell
- Rosa Bonheur
- Charles Jacque
- Paul Jouve
- Edwin Landseer

### Escultores
- Antoine-Louis Barye
- Solon Borglum
- Antoine-Félix Bouré
- Auguste Cain
- Anton Dominik Fernkorn
- Christopher Fratin
- Emmanuel Frémiet
- Anna Hyatt Huntington
- Herbert Haseltine
- Gaston d'Illiers
- Henri Alfred Jacquemart
- Bohumil Kafka
- Gertrude Lathrop
- Edouard Martinet
- Pierre-Jules Mêne
- Léon Mignon
- Auguste Ottin
- François Pompon
- Edward Clark Potter
- Alexander Phimister Proctor
- Frederick Roth
- Christopher Ross
- Pierre Louis Rouillard
- Isidore Bonheur
- Auguste Trémont
- Katharine Lane Weems